# Phytocoris taxodii
Phytocoris taxodii är en insektsart som beskrevs av Knight 1926. Phytocoris taxodii ingår i släktet Phytocoris och familjen ängsskinnbaggar. Inga underarter finns listade i Catalogue of Life.